# قلعه اودانی

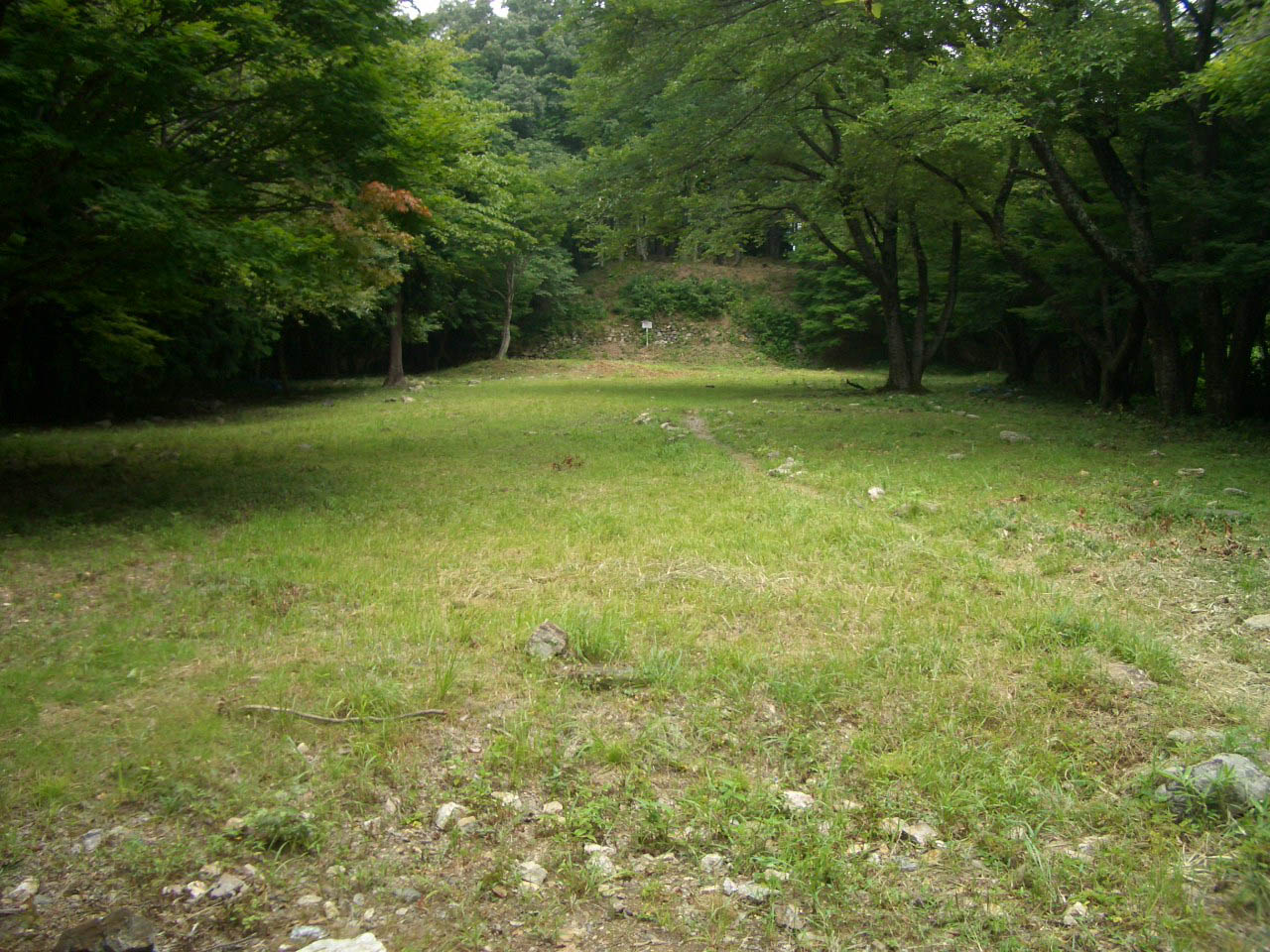
آثار باقی مانده از قلعه اودانی

قلعه اودانی (به ژاپنی: 小谷城 Odani-jō) یک قلعه ژاپنی از نوع قلعه کوهستانی (یاماشیرو) در دوره سنگوکو بود. این قلعه متعلق به خاندان آزای بود و در استان شیگا ژاپن قرار داشت.